# Посадас, Кармен
Ка́рмен де Поса́дас Манье́ (исп. Carmen de Posadas Mañé; род. 13 августа 1953, Монтевидео) — уругвайская писательница и телеведущая.

## Биография
Дочь дипломата. После 1965 года жила с семьей в Испании, Аргентине, Великобритании, России. Училась в Великобритании, поступила в Оксфорд, но бросила занятия уже на первом курсе. Вышла замуж, родила двух дочерей (позднее с одной из них, Софией, несколько раз выступала в соавторстве). С 1985 года имеет помимо уругвайского испанское гражданство. Проживает в Испании. Ведет программу на испанском телевидении.
Дебютировала в 1980 году как детский писатель, ей принадлежат 13 книг для детей. В дальнейшем писала новеллы, романизированные биографии, романы, нередко — с детективным сюжетом, сатирические эссе, киносценарии. Последняя книга на нынешний день — роман «Приглашение к убийству» (исп. Invitación a un asesinato, 2010).
Национальная литературная премия Испании (1984). Премия издательства «Планета» за роман «Маленькие подлости» (1998). Премия по культуре автономного сообщества Мадрид (2008). Книги Кармен Посадас переведены более чем на 20 языков, включая китайский.

## Публикации на русском языке
- Добрые слуги дьявола. М.: АСТ; Транзит-книга, 2006
- Прекрасная Отеро. М.: АСТ; Транзит-книга, 2006
- Пять синих мух. М.: АСТ; Транзит-книга, 2006
- Маленькие подлости. М.: АСТ, 2007